# شهرستان دیکینگ، گوانگ‌دونگ
دیکینگ (به لاتین: Deqing County, Guangdong) یک شهرستان در جمهوری خلق چین است که در ژاوکینگ واقع شده‌است.